# Demarziella planitarsis
Demarziella planitarsis är en skalbaggsart som beskrevs av Rudolph Petrovitz 1971. Demarziella planitarsis ingår i släktet Demarziella och familjen bladhorningar. Inga underarter finns listade i Catalogue of Life.